# ES-080
A ES-080 é uma rodovia radial do estado do Espírito Santo. A estrada liga o município de Cariacica, na região metropolitana de Vitória, ao município de Barra de São Francisco, no noroeste do estado.
A rodovia possui 259,86 quilômetros.

## A rodovia em trechos
| Início do trecho especificado                     | Fim do trecho especificado                        | Trecho em Km | Geral em Km | Situação                              |
| ------------------------------------------------- | ------------------------------------------------- | ------------ | ----------- | ------------------------------------- |
| Entroncamento com BR-262, Campo Grande            | Ponto inicial do trecho unificado com BR-101      | 5,27 km      | 5,27 km     | Trecho pavimentado de pista duplicada |
| Ponto inicial do trecho unificado com BR-101      | Ponto final do trecho unificado com BR-101        | 1,1 km       | 6,37 km     | Trecho pavimentado de pista simples   |
| Ponto final do trecho unificado com BR-101        | Rua Eráclides Gonçalves, Cariacica                | 5,21 km      | 11,58 km    | Trecho pavimentado de pista simples   |
| Rua Eráclides Gonçalves, Cariacica                | Ponto inicial do trecho unificado com ES-264      | 30,22 km     | 41,80 km    | Trecho pavimentado de pista simples   |
| Ponto inicial do trecho unificado com ES-264      | Ponto final do trecho unificado com ES-264        | 0,29 km      | 42,09 km    | Trecho pavimentado de pista simples   |
| Ponto final do trecho unificado com ES-264        | Ponto inicial do trecho unificado com ES-261      | 22,25 km     | 64,35 km    | Trecho sem pavimentação               |
| Ponto inicial do trecho unificado com ES-261      | Ponto final do trecho unificado com ES-261        | 6,18 km      | 70,53 km    | Trecho pavimentado de pista simples   |
| Ponto final do trecho unificado com ES-261        | Entroncamento com BR-260, Santo Antônio do Canaã  | 16,32 km     | 86,85 km    | Trecho pavimentado de pista simples   |
| Entroncamento com BR-260, Santo Antônio do Canaã  | Entroncamento com ES-452                          | 2,34 km      | 89,2 km     | Trecho pavimentado de pista simples   |
| Entroncamento com ES-452                          | Entroncamento com ES-260, São João de Petrópolis  | 3,72 km      | 92,92 km    | Trecho pavimentado de pista simples   |
| Entroncamento com ES-260, São João de Petrópolis  | São Roque do Canaã                                | 9,22 km      | 102,15 km   | Trecho pavimentado de pista simples   |
| São Roque do Canaã                                | Acesso a São Jacinto                              | 3,89 km      | 106,04 km   | Trecho pavimentado de pista simples   |
| Acesso a São Jacinto                              | Ponto inicial do trecho unif. com BR-484 e ES-357 | 11,4 km      | 117,44 km   | Trecho pavimentado de pista simples   |
| Ponto inicial do trecho unif. com BR-484 e ES-357 | Ponto final do trecho unificado com ES-357        | 1,3 km       | 118,74 km   | Trecho pavimentado de pista simples   |
| Ponto final do trecho unificado com ES-357        | Entroncamento com ES-446, Colatina                | 11,17 km     | 129,91 km   | Trecho pavimentado de pista simples   |
| Entroncamento com ES-446, Colatina                | Ponto inicial do trecho unificado com BR-259      | 0,96 km      | 130,88 km   | Trecho pavimentado de pista simples   |
| Ponto inicial do trecho unificado com BR-259      | Entroncamento com ES-248                          | 1,92 km      | 132 km      | Trecho pavimentado de pista simples   |
| Entroncamento com ES-248                          | Ponto final do trecho unificado com BR-259        | 3,9 km       | 135,9 km    | Trecho pavimentado de pista simples   |
| Ponto final do trecho unificado com BR-259        | Entroncamento com ES-341, Ângelo Frechiani        | 24,82 km     | 160,73 km   | Trecho pavimentado de pista simples   |
| Entroncamento com ES-341, Ângelo Frechiani        | Entroncamento com ES-245, Rancho Fundo            | 12,53 km     | 173,26 km   | Trecho pavimentado de pista simples   |
| Entroncamento com ES-245, Rancho Fundo            | São Domingos do Norte                             | 11,31 km     | 184,58 km   | Trecho pavimentado de pista simples   |
| São Domingos do Norte                             | Entroncamento com ES-137                          | 2,35 km      | 186,93 km   | Trecho pavimentado de pista simples   |
| Entroncamento com ES-137                          | Entroncamento com ES-334, Águia Branca            | 25,03 km     | 211,97 km   | Trecho pavimentado de pista simples   |
| Entroncamento com ES-334, Águia Branca            | Entroncamento com BR-381                          | 14,73 km     | 226,7 km    | Trecho pavimentado de pista simples   |
| Entroncamento com BR-381                          | Entroncamento com ES-426                          | 4,95 km      | 231,66 km   | Trecho pavimentado de pista simples   |
| Entroncamento com ES-426                          | Entroncamento com ES-320, Barra de São Francisco  | 20,52 km     | 252,18 km   | Trecho pavimentado de pista simples   |
| Entroncamento com ES-320, Barra de São Francisco  | Entroncamento com ES-381, Barra de São Francisco  | 1,06 km      | 253,24 km   | Trecho pavimentado de pista simples   |
| Entroncamento com ES-381, Barra de São Francisco  | Entroncamento com ES-320                          | 6,62 km      | 259,86 km   | Trecho pavimentado de pista simples   |